# Calvin Murphy
Pour les articles homonymes, voir Murphy.
Calvin Murphy (né le 9 mai 1948 à Norwalk, Connecticut), aussi connu comme Cal Murphy et le Pocket Rocket, est un ancien joueur américain professionnel de basket-ball qui a joué en NBA au poste de meneur de jeu pour les Rockets de Houston de 1970 à 1983. Il est membre du Basketball Hall of Fame et un ancien membre de l'équipe de commentateurs des Rockets. Il a également été le présentateur de l'émission « Calvin Murphy Show » sur ESPN Radio.

## Jeunesse
Avant le basket-ball, Calvin Murphy était un champion twirling bâton. Il a été influencé par sa mère et six de ses sœurs. En 1963, il remporta le titre de twirling bâton. Sa réputation de twirler lui permit de glaner des invitations pour participer à des évènements sportifs majeurs. En 1977, au sommet de sa carrière de joueur de basket, il remporte le championnat de l'état du Texas de Twirling.
Il commença le basket-ball au lycée Norwalk, Connecticut, où il fut nommé « All-State » à trois reprises et All-America à deux reprises. Il est membre de la Connecticut Coaches Association Hall of Fame et lauréat du Connecticut Sportswriters Gold Key Award. L'adresse du lycée de Norwalk est désormais 23 Calvin Murphy Rd (Rue Calvin Murphy) en son honneur.

## Université (1967-1970)
Il rejoint Niagara University, où il fut nommé dans la « first team All-America » (1969-70) et dans la « second team All-America » (1968). Il marqua 2 548 points en 77 matchs (33,1 points par match), soit la 4e meilleure performance de l'histoire de la NCAA.
En 1970, il mena Niagara au tournoi final, atteignant le second tour, où ils s'inclinèrent face à Villanova. Lors de sa carrière, il était connu pour être l'un des « trois M » (« The Three M's ») avec Pete Maravich et Rick Mount, qui furent tous « All-Americans » en même temps que Murphy.

## NBA (1970-1983)
Calvin Murphy fut sélectionné par les Rockets de San Diego au premier rang du second tour (18e au total) lors de la draft 1970. Lors de sa première saison, Murphy fut nommé dans la NBA All-Rookie team. Murphy était réputé pour sa rapidité et ses capacités défensives.
Murphy fut également l'un des meilleurs shooteurs de lancers-francs de la NBA, détenant le record NBA du plus grand nombre de lancers-francs réussis consécutivement (78), obtenant le titre de meilleur shooteur de lancers-francs au pourcentage lors de la saison 1980-1981. Il détient de nombreux records de la franchise des Rockets, dont le titre de meilleur marqueur des Rockets de l'histoire, battu en 1994 par Hakeem Olajuwon. Les Rockets atteignirent les Finales NBA en 1981, s'inclinant face aux Celtics de Boston en six matchs. Il participa au NBA All-Star Game en 1979. Il disputa 1 022 matchs, inscrivant 17 949 points, soit 17.9 points par match, avec une pointe record à 57 points face aux Spurs en 1981. Après s'être retiré de la NBA en 1983, Calvin Murphy fut intronisé au Basketball Hall of Fame en 1993. Son maillot numéro 23 a été retiré par les Rockets.

## Vie privée
Murphy fut marié à Vernetta Murphy, avec qui il a eu deux filles et un fils. Au total, il a quatorze enfants illégitimes avec neuf femmes. En 2004, Murphy fut poursuivi pour abus sexuels sur cinq de ces enfants illégitimes. Pour sa défense, ses avocats argumentèrent que Murphy avait été longtemps directeur du Houston’s Marching Thunder Drill Team (un groupe de twirling bâton). Ils avancèrent le fait que personne en dehors du cercle familial de Murphy ne l'avait jamais accusé et insinuèrent que ces allégations venaient d'un désir d'obtenir de l'argent de sa part. Le jury délibéra moins de deux heures pour acquitter Murphy de toutes les charges. Peu après l'annonce du verdict, les Rockets mirent fin à leur collaboration de 35 ans avec Murphy.

### Vie après la NBA
À l'issue de sa carrière, Calvin Murphy continua à travailler avec les Rockets dans divers rôles, mais fut plus connu pour son travail de consultant télévision pour les matchs des Rockets.
En 2007, la station locale de ESPN Radio à Houston engagea Calvin Murphy afin de présenter « The Calvin Murphy Show ». En septembre 2007, lors de son émission, Calvin Murphy critiqua un joueur qui avait utilisé son vrai nom dans une maison de prostitution. Son coanimateur lui demanda ce que le joueur aurait dû faire et Murphy répondit que le joueur aurait dû être plus intelligent en utilisant un pseudonyme. Le coanimateur lui demanda lequel il aurait utilisé et Murphy répondit dans la foulée « Mojo Turner ». Depuis lors, beaucoup d'auditeurs et son coanimateur l'appellent « Mojo Turner ».
Calvin Murphy travaille aussi avec des joueurs NBA, travaillant le tir. Selon Murphy, dans le but d'améliorer leur image, la NBA a instauré un programme de « mentor ». Ce programme met en relation un jeune joueur NBA et un ancien joueur. Le joueur retiré aide la jeune star à éviter les pièges qui peuvent toucher les joueurs NBA. Murphy fait ainsi partie de ce programme. Il annonça dans son émission qu'il serait le mentor de Nate Robinson. Il croit qu'il a été associé avec Robinson car comme Murphy, il est de petite taille pour le basket-ball et qu'ils ont ainsi la même « attitude ».

## Pour approfondir
- Liste des joueurs en NBA ayant joué plus de 1 000 matchs en carrière.
- Liste des meilleurs marqueurs en NBA en carrière.
- Liste des joueurs de NBA avec 9 interceptions et plus sur un match.